# Drepanophoria pajungae
Drepanophoria pajungae är en djurart som tillhör fylumet slemmaskar, och som beskrevs av Stiasny-Wijnhoff 1936. Drepanophoria pajungae ingår i släktet Drepanophoria och familjen Drepanophorellidae. Inga underarter finns listade i Catalogue of Life.